# Grzegorz II (prawosławny patriarcha Antiochii)
Grzegorz II – chalcedoński patriarcha Antiochii w latach 610–620.